# Gherardo Strucchi
Gherardo Strucchi (Reggio nell'Emilia, 21 settembre 1813 – Reggio nell'Emilia, 21 aprile 1874) è stato un medico, patriota e giornalista italiano.

## Biografia
Frequentò il collegio di Correggio, dal quale però fu espulso per ordine del governo ducale a causa delle sue simpatie liberali. Nonostante l'allontanamento dagli studi, nel 1838 conseguì la laurea in Medicina presso l'Università di Parma.
Dopo lo scoppio dei moti del 1848 e la fuga del duca Francesco V a Mantova, Reggio insorse e fu istituito un governo provvisorio cittadino. Gherardo Strucchi, assieme al prof. Francesco Selmi, fondò il Giornale di Reggio, il primo quotidiano della storia di Reggio, del quale lo stesso Strucchi assunse la direzione. Entrambi sono alla prima esperienza come giornalisti. Il quotidiano, di tendenze liberali e filo-sabaude, uscì con il primo numero il 27 marzo 1848 e cessò le pubblicazioni il 26 giugno dello stesso anno. Pochi mesi dopo, prima del ritorno del duca a Modena, Strucchi abbandonò Reggio alla volta del Regno di Sardegna. Una volta normalizzatasi la situazione rientrò nella sua città natale dedicandosi a tempo pieno alla professione medica. In questi anni pubblicò alcuni studi sulla scrofola e la rachitismo che gli valsero riconoscimenti anche internazionali. 
Con lo scoppio della seconda guerra d'indipendenza italiana e la fuga del duca Francesco V Strucchi fu nuovamente richiamato a partecipare al governo provvisorio che si era insediato in città. Nei mesi successivi ricoprì alcuni incarichi all'interno del governo delle Province Unite del Centro Italia. Nel marzo 1860 fu nominato da Luigi Carlo Farini Provveditore degli Studi delle Province dell'Emilia. Negli anni successivi ricoprì alcuni incarichi all'interno di diverse istituzioni reggiane come il consiglio comunale, il R. Ginnasio ed il R. Liceo.

## Opere
- Sulla natura, le cause e il trattamento della Rachitide, Scrofola e Tisi tubercolare. Cenni, Reggio Emilia, Tip. Torreggiani e Comp., 1850.
- Sulla convenienza dei sequestri nelle epidemie di Cholera. s.l. 1855
- Du Rachitisme, Mémorie latine couronné par la Societé de Médicine de Gand. Gand, L. Hebbelynck, 1856.